# Carole Tremblay
Pour les articles homonymes, voir Tremblay.
Carole Tremblay (née à Montréal en 1959) est une écrivaine de romans pour enfants. Elle a  également travaillé comme directrice littéraire aux éditions Imagine, chez Bayard Canada et chez Dominique et compagnie, et elle est aujourd’hui éditrice jeunesse aux éditions de la courte échelle. Elle a aussi écrit quelques romans pour adultes dont Musique dans le sang et La Douce Revanche de madame Thibodeau. Elle a 2 enfants, Gabrielle et Victor, qui sont une de ses sources d'inspiration.

## Œuvres
- La Douce Revanche de madame Thibodeau, roman pour ados, Gallimard, Paris, 1992, 240 pages (finaliste du Prix 12-17, Brive-Montréal)
- La Nuit de l'Halloween, roman 8-10 ans, Éditions du Boréal, Collection « Boréal Junior », Montréal, 1992, 95 pages.
- En panne dans la tempête, roman 8-10 ans, Éditions du Boréal, Collection « Boréal Junior », Montréal, 1993, 127 pages.
- Musique dans le sang, roman policier pour adultes, Éditions du Boréal, Montréal, 1993, 294 pages.
- Frédéric, le petit cochon électrique, album, 4-8 ans, illustrations de Béatrice Leclerq, Raton Laveur, Ville Mont-Royal, 1994, 24 pages.
- Cruelle Cruellina, album 4-8 ans, illustrations de Dominique Jolin, Les 400 coups, Laval, 1995, 32 pages. (La Palme de la Livromagie)
- Gertrude est super !, mini-roman 6-9 ans, illustrations de Daniel Dumont, Éditions Héritage, Collection « Carrousel », St-Lambert, 1996, 61 pages.
- Croque-cailloux, mini-roman 6-9 ans, éditions Dominique et cie, roman vert lime, St-Lambert, 1996, 61 pages.
- Le Génie du lavabo, mini-roman 6-9 ans, illustrations de Anne Villeneuve, éditions Dominique et cie, roman vert lime, St-Lambert, 1997, 61 pages.
- Roméo, le rat romantique, album 4-8 ans, illustrations de Dominique Jolin, Dominique et Cie, St-Lambert, 1997, 32 pages. (Finaliste du Prix du livre M. Christie)
- Marie-Baba et les 40 rameurs, album 4-8 ans, illustrations de Dominique Jolin, Dominique et Cie, St-Lambert, 1998, 32 pages . (Finaliste pour la Palme de la Livromagie)
- La Fiancée du Croque-cailloux, mini-roman 6-9 ans, illustrations de Daniel Dumont, Éditions Dominique et cie, roman vert lime, St-Lambert, 1999, 61pages.
- La Véridique Histoire de Destructotor, album 4-8 ans, illustrations de Dominique Jolin. Dominique et Cie, St-Lambert, 2000, 32 pages. (Sceau d’argent du Prix du livre M. Christie)
- Théodore le mille-pattes, album 6-8 ans, illustrations de Céline Malépart, éditions Dominique et Cie, Collection « À pas de loup », St-Lambert, 2001, 32 pages.
- Un chien dans un jeu de quilles, roman 8-10 ans, Soulières éditeur, Collection « Chat de gouttière », St-Lambert, 2001, 168 pages. (finaliste du prix Hackmatack)
- Recette de fille à la sauce princesse, album 3-6 ans, illustrations de Céline Malépart, Les 400 coups, Montréal, 2001, 24 pages.
- Recette de garçon à la sauce pompier, album 3-6 ans, illustrations de Josée Masse, Les 400 coups, Montréal, 2001, 24 pages.
- Momo sur Mars, album 6-8 ans, illustrations de Lucie Crovatto, Dominique et cie, Collection « À pas de loup », St-Lambert, 2002, 32 pages.
- Ignare de Barbarie, album 4-8 ans, illustrations de Steve Beshwaty, Dominique et cie, St-Lambert, 2002, 32 pages.
- Recette d’éléphant à la sauce vieux pneu, album 3-6 ans, illustrations de Virginie Egger, Les 400 coups, Montréal, 2002, 24 pages. (Prix du Gouverneur général pour l’illustration)
- Bonne nuit, Gabou !, album 3-8 ans, illustrations de Céline Malépart, Les 400 coups, Montréal, 2003, 32 pages. (La Palme de la Livromagie)
- L'Affaire Borduas, roman pour ados, Soulières éditeur, Collection « Graffiti », St-Lambert, 2003, 401 pages.
- Sardinette Flanellette, album 6-8 ans, illustrations de Stéphane Jorisch, Dominique et cie, Collection « À pas de loup », St-Lambert, 2003, 32 pages.
- Juliette, la rate romantique, album 4-8 ans, illustrations de Dominique Jolin, Dominique et Cie, St-Lambert, 2003, 32 pages.
- Pas de panique, Zébulon, album 6-8 ans, illustrations de André Rivest, Dominique et cie, Collection « À pas de loup », St-Lambert, 2005, 32 pages.
- Fred Poulet enquête sur un microbe, album 7-9 ans, illustrations de Philippe Germain, Dominique et cie, Collection « À pas de loup », St-Lambert, 2005, 48 pages.
- Médor et le cadeau piquant, album 6-8 ans, illustrations de Céline Malépart, Dominique et cie, Collection « À pas de loup », St-Lambert, 2005, 32 pages.
- Bill et le Dragon, album 4-8 ans, illustrations de Boiry, Éditions Imagine, Montréal, 32 pages.
- La Fugue de Hugues, roman 8-10 ans, Soulières éditeur, Collection « Chat de gouttière », St-Lambert, 2006, 142 pages.
- Floup fait la lessive, album 2-4 ans, illustrations de Steve Beshwaty, éditions Imagine, Montréal, 2006, 24 pages.
- Floup dans le noir, album 2-4 ans, illustrations de Steve Beshwaty, éditions Imagine, Montréal, 2006, 24 pages.
- Un petit robot extra-poutine, Roman Vert 7-9 ans, Dominique et cie, St-Lambert, 2006, 75 pages.
- La Fée des orteils', album 4-8 ans, illustrations de Céline Malépart, Dominique et cie, St-Lambert, 2006, 32 pages.
- Fred Poulet enquête sur sa boîte à lunch, album 7-9 ans, illustrations de Philippe Germain, Dominique et cie, Collection « À pas de loup », St-Lambert, 2006, 48 pages.
- Fred Poulet enquête sur une chaussette, album 7-9 ans, illustrations de Philippe Germain, Dominique et cie, Collection « À pas de loup », St-Lambert, 2007, 48 pages. (Finaliste au prix du Gouverneur Général)
- Le Bouquet de Floup, album 2-4 ans, illustrations de Steve Beshwaty, éditions Imagine, Montréal, 2007, 24 pages.
- Fred Poulet enquête sur une chaussette, album 7-9 ans, illustrations de Philippe Germain, Dominique et cie, Collection « À pas de loup », St-Lambert, 2007, 48 pages.
- Une terrifiante histoire de cœur, Roman Noir 8-10 ans, Dominique et cie, St-Lambert, 2007, 104 pages. (1re position Palmarès Communication jeunesse, Prix Tamarack)
- Le Nouveau Parapluie de Floup, album 2-4 ans, illustrations de Steve Beshwaty, éditions Imagine, Montréal, 2008, 24 pages.
- Fred Poulet enquête sur la mystérieuse madame, album 7-9 ans, illustrations de Philippe Germain, Dominique et cie, Collection « À pas de loup », St-Lambert, 2009, 48 pages.
- Bill et le Mammouth, album 4-8 ans, illustrations de Boiry, Éditions Imagine, Montréal, 32 pages.
- Floup fait un gâteau, album 2-4 ans, illustrations de Steve Beshwaty, éditions Imagine, Montréal, 2009, 24 pages.
- Fred Poulet enquête sur la sale affaire, album 7-9 ans, illustrations de Philippe Germain, Dominique et cie, Collection « À pas de loup », St-Lambert, 2009, 48 pages.
- Supergroin (texte), dessin d'Estelle Bachelard, Éditions de la Bagnole, coll. Mes albums à bulles

1. Supergroin contre le terrible verre d'eau, 2016  (ISBN 978-2-89714-175-2)
2. Supergroin contre l'épouvantable ouin! ouin!, 2017  (ISBN 978-2-89714-237-7)
3. Supergroin contre les infâmes mitaines, 2018  (ISBN 978-2-89714-320-6)

- Le plan sans sœur, illustrations de Ninon Pelletier, Druide, 2019.

## Honneurs
- 1996 : Palmarès Communication-Jeunesse des livres préférés des jeunes
- 2004 : Palmarès Communication-Jeunesse des livres préférés des jeunes
- 2022 : Finaliste Prix des libraires du Québec catégorie Québec - Jeunesse [2] pour La guerre des bébés